# Arti marziali italiane
Le arti marziali italiane includono tutte quelle discipline di combattimento armato e disarmato diffuse in Italia dall'Età del Bronzo fino al XIX secolo d.C. Esse prevedevano l'uso di armi (spade, pugnali, bastoni e bastoni lunghi). Ogni arma è il prodotto di un'epoca storica specifica. Le spade utilizzate nelle arti marziali italiane spaziano dai pugnali di bronzo dell'epoca nuragica al gladio dei legionari romani, fino alle spade sviluppate durante il Rinascimento, l'epoca barocca e oltre. Le lame corte comprendono dai pugnali medievali al coltello da duello siciliano liccasapuni.

## Caratteristiche degli stili di combattimento italiani
La base della maggior parte dei sistemi italiani è la scherma, e molti metodi di combattimento con il bastone utilizzano le stesse tecniche e movimenti impiegati nella scherma con la spada. Pertanto, se un praticante si allena con il bastone o il bastone corto, acquisirà anche competenze nell'uso della spada. Esempi di ciò sono il Canne Italiana, che utilizza i movimenti e le tecniche della sciabola da duello (sciabola da terreno), e il Bastone Italiano, in cui i movimenti derivano dalla scherma con la spada a due mani (Spadone a Due Mani).
I principali periodi storici che hanno influenzato lo sviluppo delle armi italiane sono:

## Antica Roma
Il combattimento gladiatorio era uno spettacolo sanguinoso molto popolare nell'epoca romana. I gladiatori venivano addestrati in scuole speciali e armati secondo lo standard romano o come alcuni dei nemici di Roma. Questo permetteva di sperimentare diverse armi e stili di combattimento. Alcune armi erano insolite, come la rete utilizzata dal retiarius.

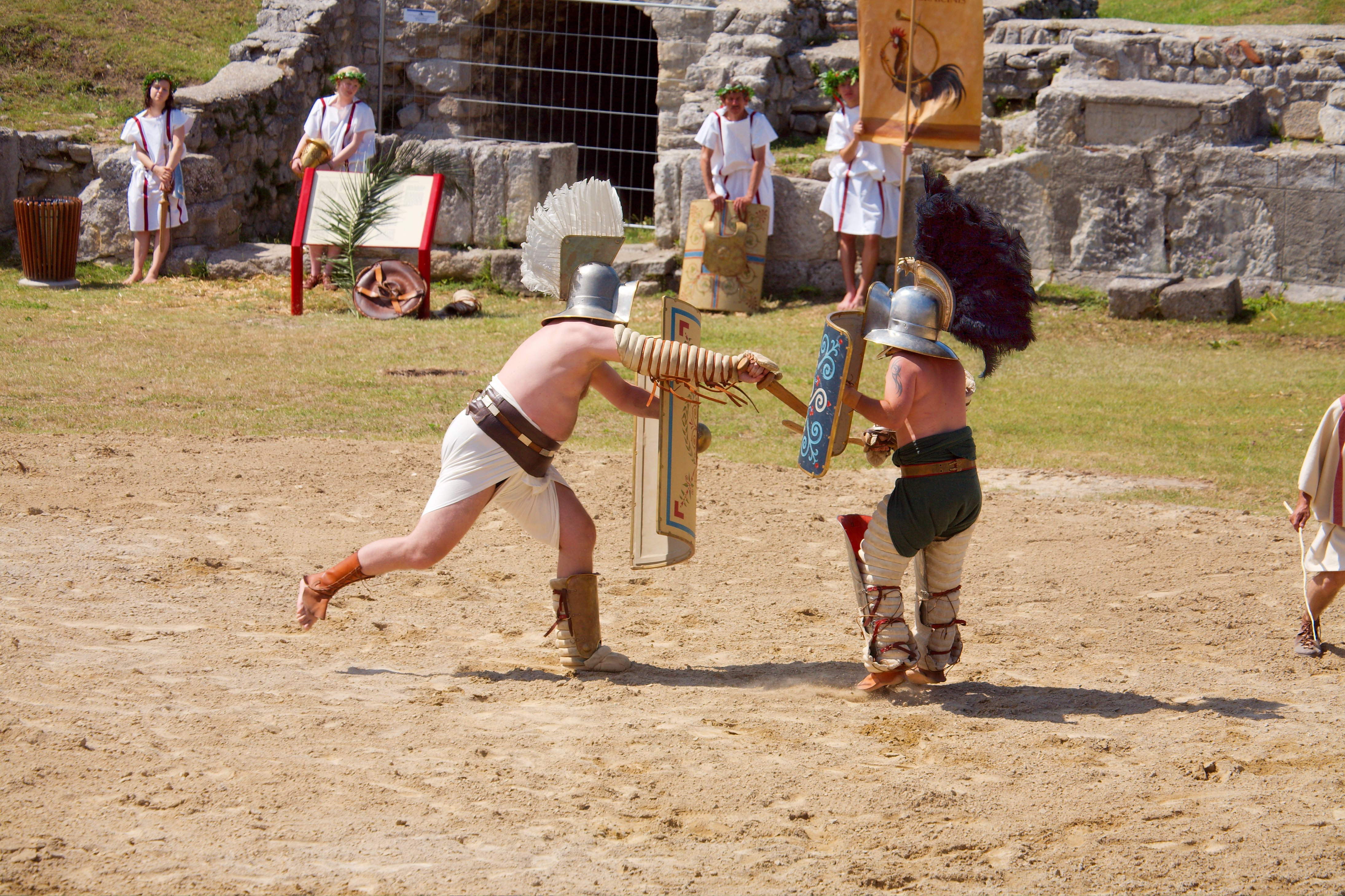
Ricostruzione di un combattimento tra un thraex e un murmillo nelle rovine romane di Carnuntum.

Gli scrittori romani descrissero metodi e tecniche per l'addestramento e l'uso del gladio, ad esempio Vegezio nel suo De Re Militari. Grazie a questa ricchezza di informazioni, l'arte del combattimento gladiatorio è stata riscoperta e la disciplina della “Gladiatura Moderna” è ora praticata da numerosi appassionati.

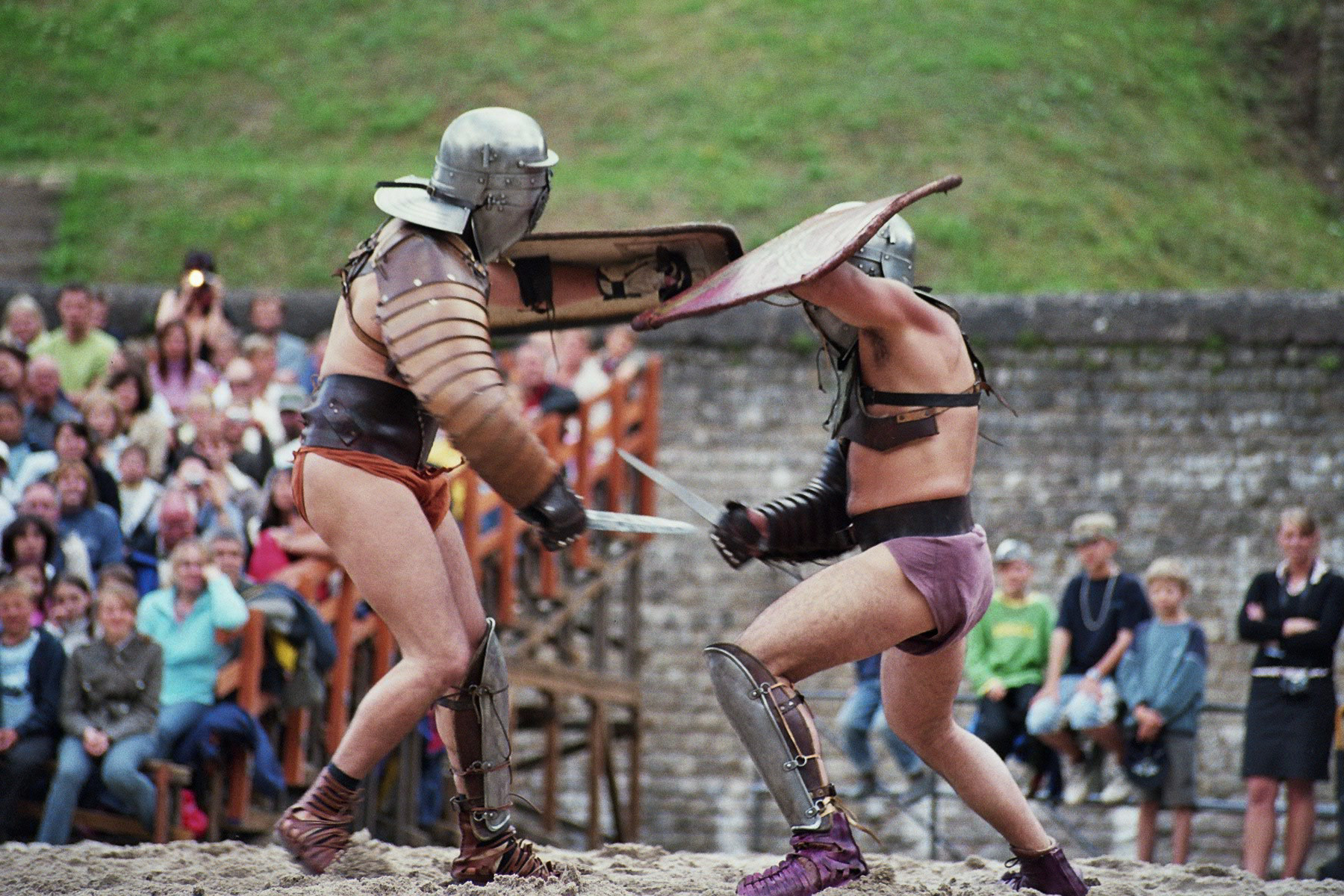
Ricostruzione di un combattimento gladiatorio

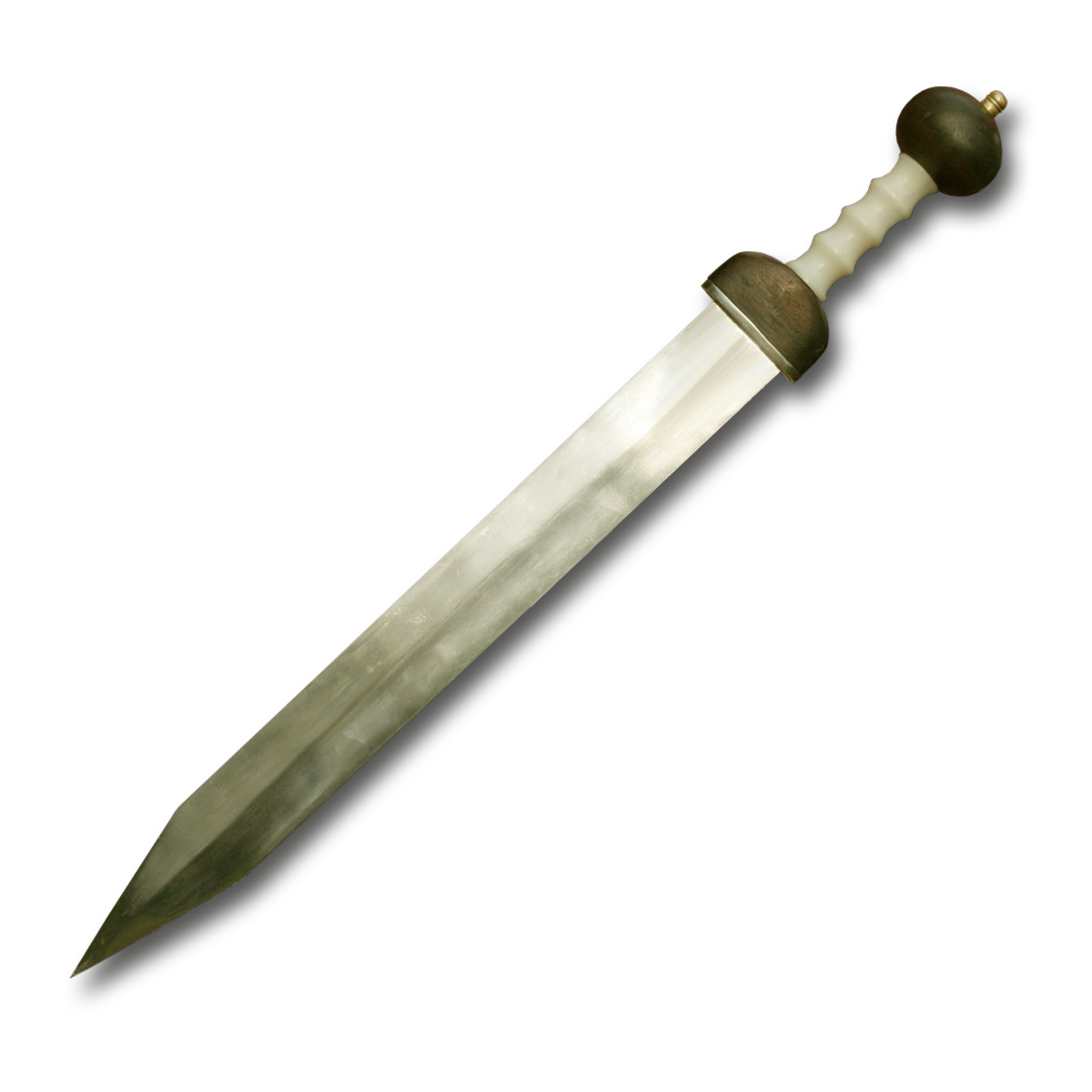
Gladio

## Rinascimento ed epoca barocca
Il Rinascimento (XIV-XVII secolo d.C.) fu un periodo caratterizzato da frequenti guerre sul suolo italiano e dalla formazione di eserciti mercenari guidati dai Condottieri, che raffinarono e migliorarono armi e tecniche. Un mercenario, il Maestro Fiore dei Liberi, scrisse un manuale intitolato Flos Duellatorum o "Il Fiore della Battaglia" nel 1410, illustrando un repertorio di tecniche per molte armi diverse e per il combattimento disarmato, dando così origine alla scuola italiana di scherma. Dopo Fiore, la scuola italiana di scherma fu portata avanti da Filippo Vadi (1482–1487) e Pietro Monte (1492).

## Esperienze sul campo di battaglia
Le tecniche e le abilità insegnate dalla scuola italiana furono testate con successo contro i Landsknecht e i picchieri svizzeri, considerati le migliori fanterie dell'epoca, e contro i cavalieri francesi, che rappresentavano il fiore della cavalleria europea. Esempi di tali scontri furono:
La Battaglia di Arbedo del 1422.
La battaglia di Calliano del 1487.
La Battaglia di Ravenna del 1512.
La Disfida di Barletta del 1503. In questo torneo 13 cavalieri italiani affrontarono e sconfissero 13 cavalieri francesi in combattimento corpo a corpo.
Le forze guidate da Giovanni dalle Bande Nere che combatterono contro i Landsknecht in numerosi piccoli scontri nel 1527.
La battaglia di Marignano, durante la quale Gian Giacomo Trivulzio ottenne il grado di Maresciallo di Francia, un onore conferito a pochi stranieri. La sconfitta a Marignano fu uno degli eventi che trasformò la politica svizzera da aggressiva a neutrale.

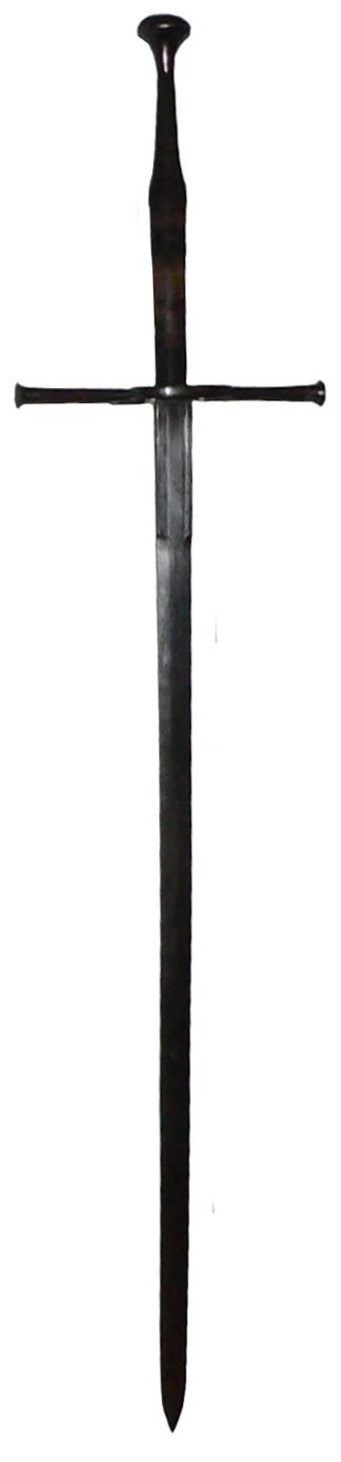
Spada lunga svizzera, XV o XVI secolo

Queste esperienze sul campo influenzarono numerosi maestri d'armi, tra cui Antonio Manciolino, Angelo Viggiani, Achille Marozzo, Camillo Agrippa, Giacomo Di Grassi, Giovanni Dall'Agocchie, Henry de Sainct-Didier, Frederico Ghisliero e Vincentio Saviolo.
La Guerra dei Trent'Anni

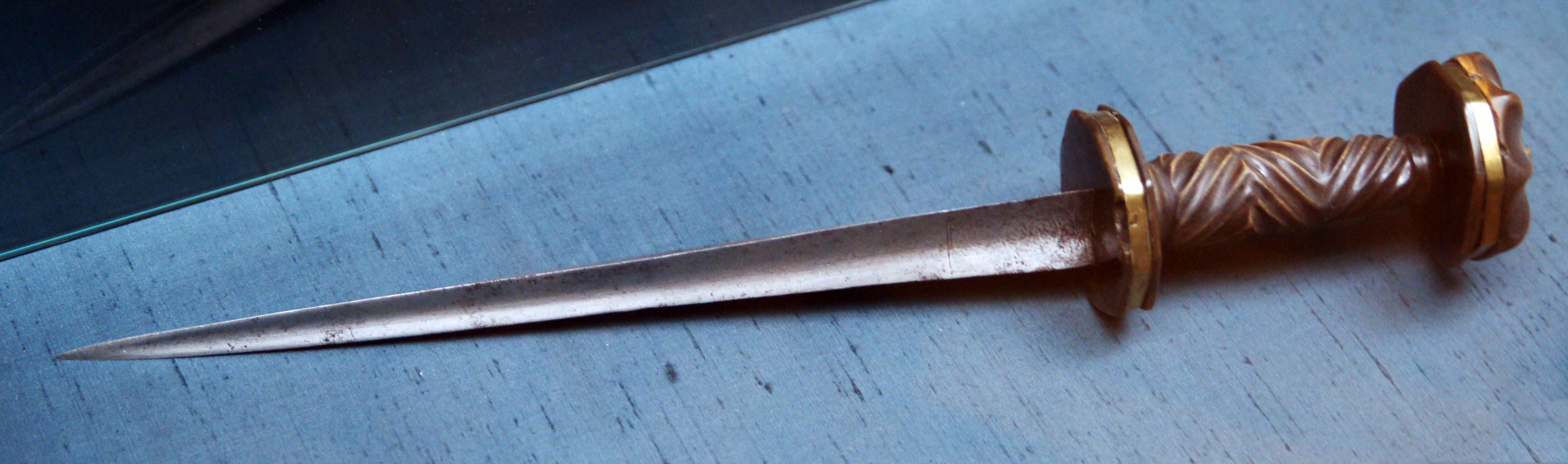
Pugnale Rondel

Con la fine dell'era dei Condottieri in Italia, comandanti militari come Ottavio Piccolomini e Raimondo Montecuccoli misero i loro soldati al servizio dell'Imperatore austriaco, in una guerra di religione che devastò la Germania e causò la perdita del 30% della popolazione, forse la più grande tragedia mai subita dalla Germania. Le forze italiane combatterono valorosamente (sebbene dalla parte perdente) alla Battaglia di Lützen e contribuirono a una grande vittoria alla Battaglia di Nördlingen del 1634 contro gli svedesi. Nel frattempo, Ambrogio Spinola e i suoi uomini aiutarono la Spagna a conquistare i Paesi Bassi in battaglie come l'Assedio di Breda.
Questa guerra fu forse l'ultima in cui spade, pugnali e picche giocarono un ruolo importante, poiché la tecnologia delle armi da fuoco stava diventando più affidabile. I schermidori italiani, armati di spade corte e pugnali, si dimostrarono estremamente efficaci nell'infiltrarsi nei quadrati di picchieri avversari e nel sopraffare i picchieri armati di lunghe picche durante i brutali "scontri di picche". Sul campo di battaglia, la cosiddetta "Spada da Lato" divenne il tipo di spada dominante. Allo stesso tempo, nelle città italiane, la spada da lato si evolse in un nuovo tipo di spada, utilizzata in ambito civile per i duelli. Questa spada civile è nota come "La Striscia".
I francesi adottarono la spada da duello italiana e la padroneggiarono, e si stima che tra il 1600 e il 1700 oltre 70.000 francesi morirono in duelli, molti dei quali feriti mortalmente con il Striscia. Dalla fine del XVI secolo, la scherma con la Striscia italiano divenne estremamente popolare in tutta Europa, in particolare grazie al trattato di Salvator Fabris, il cui De lo schermo overo scienza d’arme del 1606 esercitò una grande influenza non solo in Italia ma anche in Germania. Fabris fu seguito da maestri italiani come Nicoletto Giganti (1606), Ridolfo Capo Ferro (1610), Francesco Alfieri (1640), Francesco Antonio Marcelli (1686) e Bondì di Mazo (1696).

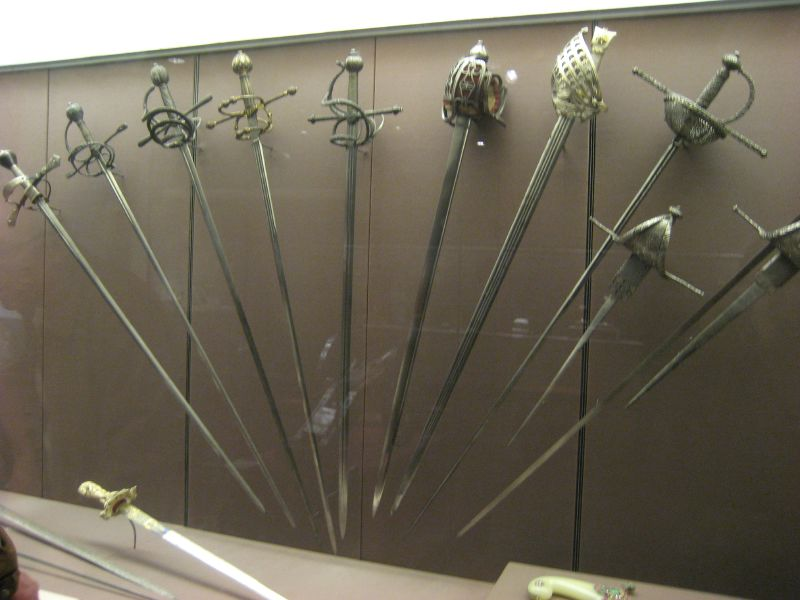
Diversi tipi di Striscia

## Le Guerre napoleoniche
Napoleone, essendo di origine italiana, aggiunse l'Italia settentrionale ai suoi domini e fu incoronato Re d'Italia utilizzando la Corona ferrea di Lombardia, un gesto altamente simbolico poiché la famiglia Bonaparte aveva origini lontane tra i Longobardi. Quando Napoleone invase la Russia nel 1812, portò con sé un contingente italiano di 50.000 uomini.
Le truppe italiane furono fondamentali per la vittoria francese nella Battaglia di Maloyaroslavets e ricevettero elogi da Napoleone. Fu in questi tempi che si sviluppò l'arte della "Scherma da Terreno" (scherma sul campo), utilizzando come armi spade e sciabole. La sciabola, in particolare, si sviluppò come un'arte duellistica con la scuola della Sciabola da Terreno.

### Prima Guerra Mondiale
Durante la Prima Guerra Mondiale l'esercito italiano creò un'unità di truppe d'assalto chiamata Arditi, il cui compito era quello di assaltare le trincee tedesche e austriache. L'arma principale di questi soldati era il pugnale, e 18.000 arditi furono addestrati e inviati al fronte. Le unità Arditi ottennero numerose vittorie contro le truppe austriache e tedesche nell'ultimo anno della Prima Guerra Mondiale, armati di pugnali che si dimostrarono molto efficaci nello spazio confinato di una trincea, dove i fucili erano troppo ingombranti per il combattimento ravvicinato. Il generale Rommel scrisse delle imprese degli Arditi nell'ultima pagina del suo libro "Infanterie greift an" (attacchi di infanteria). L'attacco riuscito dal 9º Reggimento d'assalto paracadutisti (Col Moschin) fu un perfetto esempio delle tattiche degli Arditi.

### Seconda Guerra Mondiale
La seconda battaglia di El Alamein contrappose i paracadutisti della 185ª Divisione paracadutisti "Folgore" senza carri armati e con pochi cannoni anticarro (i cui proiettili non riuscivano a penetrare la corazza dei carri armati britannici) contro una divisione corazzata britannica dotata di 400 carri pesanti. Durante il primo assalto, i soldati della "Folgore" distrussero 70 carri britannici usando quasi esclusivamente cariche adesive improvvisate, poiché le loro armi anticarro si erano dimostrate inefficaci contro i carri britannici. Dopo diversi giorni furono distrutti 208 carri in questo modo. Sebbene le tecniche per distruggere veicoli corazzati non facciano tipicamente parte dei programmi di arti marziali, date le imprese della "Folgore", potrebbero essere considerate un elemento chiave delle arti marziali italiane. Non sorprende quindi che l'Esercito Italiano abbia sviluppato un sistema di combattimento corpo a corpo noto come Metodo di Combattimento Militare e che il 187º Reggimento paracadutisti "Folgore" abbia avuto un ruolo di primo piano nello sviluppo di questo sistema.

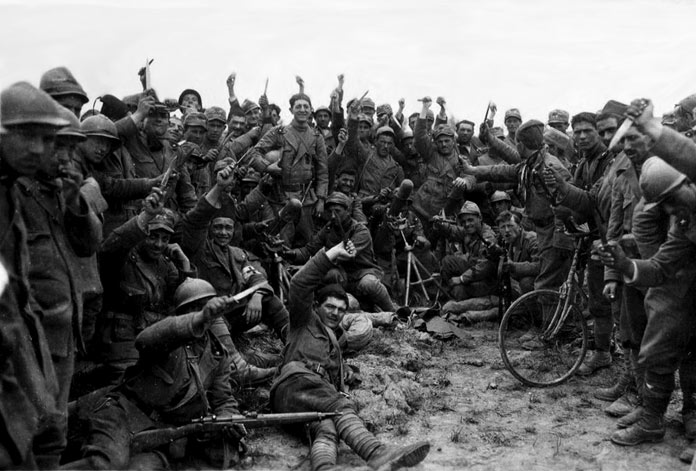
Membri del corpo degli Arditi, 1918; Notare i pugnali

## Unità d'élite italiane moderne
Diverse unità militari o di polizia d'élite italiane hanno sviluppato i propri sistemi di combattimento armato e disarmato.
Gli Arditi Incursori della Marina del COMSUBIN hanno sviluppato un sistema, sebbene si sappia poco al riguardo. Dai video disponibili sembra che esso mescoli tecniche di arti marziali come judo, jiu-jitsu e kickboxing, assomigliando al "Kick Jitsu" (vedi sotto). Gli Incursori si addestrano con l'equipaggiamento da combattimento completo, incluse le armi da fuoco.
L'unità d'intervento d'élite dei Carabinieri, il Gruppo di intervento speciale, ha anch'essa sviluppato un sistema di combattimento armato/disarmato. Da un documentario trasmesso sulla TV italiana sembra che l'unità abbia combinato tecniche di Judo, Karate, Wu-Shu, Savate, kickboxing full-contact e Muay Thai per creare il proprio sistema. Gli operatori del GIS adottano anche una forma di Ginnastica funzionale per mantenersi in forma.
Forse l'operazione più nota che ha coinvolto l'uso delle arti marziali è stata quella eseguita negli anni '80 dal Nucleo Operativo Centrale di Sicurezza, noto anche come NOCS. È noto che un operatore del NOCS neutralizzò uno dei rapitori del generale statunitense James L. Dozier con un colpo di karate durante il salvataggio. Si dice che il NOCS abbia avuto tra le sue file atleti di livello olimpico, in particolare negli sport da combattimento e nel sollevamento pesi. Ancora oggi, il NOCS mantiene una collaborazione con la federazione italiana di sollevamento pesi. Non ci sono informazioni su quale sistema di arti marziali sia effettivamente utilizzato dall'unità NOCS, ed è possibile che questa unità di polizia abbia sviluppato un proprio metodo di combattimento. La maggior parte delle forze di polizia italiane ha adottato un sistema chiamato Metodo globale di autodifesa o MGA, una raccolta di tecniche derivanti da varie arti marziali approvata dalla Federazione Italiana Judo Lotta Karate Arti Marziali (FIJLKAM).
L'evoluzione dell'addestramento marziale nelle unità d'élite
Le unità militari e di polizia d'élite tendono a integrare le armi da fuoco (e la loro gestione) nel proprio addestramento e nelle proprie tecniche, trasformando la manipolazione delle armi in una vera e propria arte marziale. Dopotutto, se coltelli e bastoni sono oggetto di addestramento marziale, perché non includere le armi da fuoco? Una nuova generazione di "Maestri d'Arme", ex operatori di unità d'élite, sta fornendo istruzioni sulla gestione delle armi da fuoco. Questo è in linea con la tradizione italiana dei Maestri D'Arme, quando ex cavalieri e soldati diventavano istruttori di armi nei loro ultimi anni (Fiore dei Liberi da Premariacco ne è un esempio emblematico).

## Stili regionali e scuole

### Puglia
L'arte del Bastone Pugliese è stata codificata ed è ora insegnata in una scuola a Manfredonia, nella regione delle Puglie. Il primo campionato italiano di questa disciplina si è tenuto nel 2011. La regione è anche nota per la Scherma di Coltello Pugliese (Coltello Pugliese), che si suddivide in tre stili locali: Taranto, Foggia/Bari e Brindisi/Lecce. Uno dei più rinomati esperti di questa arte è Luciano Trimigno, che ha appreso l'arte da suo padre e suo nonno, uno dei più celebri combattenti di coltello e bastone del secolo scorso. L'intera famiglia di Luciano Trimigno, incluso il padre anziano, i cugini e il figlio Giuseppe, è coinvolta nella gestione della sua scuola. Gli studenti di Trimigno hanno partecipato a tornei internazionali. I campionati europei di scherma di coltello si sono tenuti nel 2012, 2013 e 2014, con atleti provenienti da vari paesi, tra cui Italia, Russia e Ucraina. La squadra italiana, addestrata dal Maestro Trimigno, ha messo in mostra le abilità della Scherma di Coltello Pugliese. La scuola di Foggia-Bari ha origini nei codici cavallereschi antichi basati sull'onore e si è arricchita nell'arte del duello.
Un'altra scuola a Manfredonia, legata alla tradizione dei Cavalieri d'Umiltà, è quella di Giuseppe Vuovolo. La sua scuola di coltello si è evoluta differenziandosi dalla tradizione originale ed è anche basata sulla sua esperienza personale con diversi maestri italiani che ha incontrato o affrontato nella sua gioventù nel sud Italia. La tradizione di scherma con bastone, invece, gli è stata trasmessa da Borgia (ancora in vita) quando era giovane. È anche un esperto di altre arti marziali, che pratica e insegna dagli anni '70.
Un'altra scuola del nord della Puglia, nella Valle Ofantina, è la Cielo e Meraviglia. Questa scuola non si concentra sull'arte del duello ma principalmente sull'autodifesa, evolvendosi dalla tradizione della scherma italiana, probabilmente nel XVIII secolo, all'interno dell'ambiente agropastorale delle "Masserie", piccoli villaggi fortificati immersi tra gli uliveti. Nei Frantoiani (produttori di olio d'oliva), non potendo permettersi di pagare soldati o guerrieri privati, si svilupparono metodi specifici con bastone e coltello per sopravvivere e difendere sé stessi e il prezioso olio dagli attacchi dei banditi. Gli aspetti ricreativi o di duello di questa scuola sono minimi, a causa della vita dura e dell'isolamento delle Masserie. Oggi, gli unici maestri viventi di quest'arte sono Nunzio Galante e Domenico Mancino, che hanno appreso da giovani dai Frantoiani anziani della zona.
Nel sud della Puglia, la scherma salentina degli stili di Brindisi/Lecce è probabilmente una delle più antiche ed è strettamente legata alla tradizione della "Pizzica", una danza che mima la scherma con il coltello. Questa scuola è ancora praticata e viva, soprattutto durante le festività di San Rocco a Torrepaduli, dove si tengono duelli danzati, le "Ronde", che seguono un codice specifico per nascondere i segreti dei maestri senza il bisogno di sfidarsi con lame reali.
Una scuola a Presicce-Acquaricca, nella provincia di Lecce, era guidata dal maestro Giuseppe Vittorio Emanuele Massaro (Corchia). Discendente di una famiglia di agricoltori e Frantoiani, Massaro apprese la "Scrima" dal nonno Luigi Vito Massaro. Questa tradizione, trasmessa principalmente per via orale e attraverso la mimica, si adattava alla difesa personale più che al duello. Oggi, il retaggio di questa scuola è portato avanti da Nevio Massaro (Corchia), che continua a sviluppare e perfezionare lo stile.

### Sicilia
In Sicilia, un'organizzazione chiamata Liu-bo ha codificato le tecniche tradizionali di combattimento con il bastone siciliano, noto come "Paranza Lunga", e organizza competizioni regionali. La Paranza Lunga, nata intorno al 1200 d.C. come metodo di autodifesa dei pastori, utilizza un bastone di legno duro lungo circa 120 cm, spesso ricavato da alberi di arancio, pero o ulivo selvatico.
La Paranza Corta (scherma di coltello siciliana) è lo stile tradizionale di scherma con coltello della Sicilia. È insegnata da singoli maestri e si utilizza un coltello a serramanico, il più famoso dei quali è il "Liccasapuni" (letteralmente "leccasapone").

### Sardegna
L'Istrumpa, lo stile di lotta sardo, sta guadagnando popolarità e l'associazione che lo promuove partecipa ai campionati europei di lotta celtica come il Gouren.

### Genova
Il Bastone Genovese è una disciplina recentemente riscoperta, insegnata in palestre specializzate nella regione della Liguria.

### Napoli
Il Bastone Napoletano, noto anche come "Varra", utilizza un bastone lungo 1,60 metri ed è stato insegnato per secoli da maestri individuali.

### Altre regioni
Esistono ancora altri stili regionali di scherma con coltello e bastone in Italia, mantenuti vivi da singoli maestri. Tra questi, il Bastone Calabrese, il Bastone Milanese, il Bastone Piemontese, il Taccaro e il Bordone.

## Stili italiani moderni

### Canne Italiana
La famiglia Manusardi di Milano modificò, tre generazioni fa, l'arte francese della Canne de combat creando la Canne Italiana. Secondo Italo Manusardi, lo stile francese sacrificava la potenza per raggiungere la velocità. La Canne Italiana è più lenta dello stile francese, ma più potente nei suoi colpi. La maggior parte dei movimenti e delle tecniche sono simili a quelli usati nella gestione della sciabola da duello (Sciabola da Terreno), quindi la Canne Italiana rappresenta un allenamento utile per chi è interessato alla sciabola da duello. La palestra Manusardi insegna anche il "Bastone Italiano", una forma di combattimento con il bastone simile al Baton francais.

### Gladiatura Moderna
Il gruppo "Ars Dimicandi" insegna il combattimento gladiatorio nello stile dell'antica Roma. Questo gruppo ha condotto una ricerca meticolosa sui combattimenti gladiatori. Altre scuole che insegnano la stessa arte sono la Scuola Gladiatori Sacrofano e il Ludus Magnus.

### JuJitsu, Metodo Bianchi
Gino Bianchi, un esperto di savate di Genova, fu inviato a Tianjin, in Cina, durante la Seconda guerra mondiale come parte di una missione militare italiana e imparò il Jujitsu dai praticanti giapponesi. Il Maestro Bianchi tornò successivamente in Italia e sviluppò un metodo di Jiujitsu utilizzando ciò che aveva imparato dai giapponesi e aggiungendo tecniche che aveva sviluppato personalmente. Pubblicò un libro che descriveva il suo metodo, che lui stesso definiva “adattato per i occidentali”. Questo sistema di Jujitsu, conosciuto come "Metodo Bianchi", divenne molto popolare in Italia e continua a prosperare oggi.

### Kick Jitsu
Kick Jitsu è il nome di uno sport da combattimento moderno parte della FIKBMS, la federazione italiana di kickboxing riconosciuta dal CONI. Nato negli anni '80 attraverso la fusione delle tecniche e dei metodi della kickboxing e del jujitsu, il kick jitsu o kickjitsu è regolato in Italia dalla FIKBMS tramite un comitato tecnico nazionale presieduto da Patrizio Rizzoli, che ricopre anche il ruolo di direttore e allenatore nazionale. In Italia, la disciplina è diffusa, soprattutto in Toscana, Liguria e Calabria. Nel 2003 è stata fondata la World Kick-Jitsu Federation, che ha cambiato nome in World Mixed Martial Arts Federation nel 2012 e che ora conta organizzazioni di 20 diversi paesi tra i suoi membri.

### Nova Scrimia
In Italia, Regno Unito, USA e Messico, una delle principali organizzazioni che insegnano le arti marziali italiane del periodo documentato che va dal 15° al 20° secolo è Nova Scrimia. Nova Scrimia promuove l'insegnamento della Scuola Italiana di Scherma e Spadaccina, iniziando come descritto da Fiore dei Liberi nel suo trattato del 1410 Flos Duellatorum in Armis et sine Armis, noto anche come "Fior di Battaglia", e seguito dalla ricca e ininterrotta letteratura della scherma italiana, e dagli insegnamenti diretti e dalla discendenza dei Maestri italiani di scherma da duello, autodifesa e metodi di combattimento sportivo (spade, bastoni, pugnali/coltelli, disarmato).
Il curriculum è diviso in metodi moderni e scuole storiche, entrambe studiate e praticate per applicazioni contemporanee e uso attuale nel combattimento competitivo, duello e autodifesa. I metodi comprendono l'uso di spade medievali e rinascimentali, spada una mano e mezzo, spada da lato, la spada da rapier, la sciabola da duello (spada e sciabola da duello o da terreno), stili di pugnale veneziano e bolognese, scherma a corto raggio, diversi metodi di combattimento con bastone e bastone, combattimento con il bastone Cornoler veneziano e combattimento corpo a corpo (basato su metodi di lotta e colpi, metodi di boxe e wrestling antichi e scherma a mani libere). Tutti questi metodi di scherma sono sempre caratterizzati come "scherma accompagnata", cioè una forma di scherma che utilizza sempre attivamente entrambe le mani, con o senza arma (spada e pugnale, due spade, spada e scudo, spada e mantello, pugnale e mantello, due bastoni, due pugnali, ecc.) e in ogni caso fa sempre uso della mano disarmata in una strategia di scherma attiva, come se fosse una seconda arma, una caratteristica tipica della scuola italiana di scherma. Tutti i metodi, uniti dallo stesso quadro dell'arte e della scienza della scherma, sono praticati per il combattimento e per l'autodifesa.
Nova Scrimia è un gruppo di ricerca che è iniziato informalmente nel 1990 ed è stato fondato ufficialmente nel 1999 in Italia. Il gruppo fondatore (o fratellanza) si è arricchito nel tempo con esperti, professionisti e appassionati con diverse competenze: accademiche, scientifiche o storiche; persone che hanno portato e contribuito con diverse tradizioni di scherma italiane, persone con curricula solidi in altre arti marziali. Il gruppo di ricerca Nova Scrimia è un lavoro collettivo e collegiale sviluppato per preservare, proteggere, promuovere e aggiornare la tradizione delle Arti Marziali Italiane. La scuola di Arti Marziali Italiane Nova Scrimia si basa su: preservare i principi specifici della scherma (come geometria, anatomia e fisica); seguire la scienza della scherma evoluta in Italia e l'efficacia dell'arte raccolta e trasmessa dagli insegnamenti attraverso secoli di esperienza in duelli e battaglie; mantenere l'atteggiamento e la cultura specifici italiani del duello e del combattimento che caratterizzano l'arte; e infine adattarsi, allo stesso tempo, alle esigenze, conoscenze, culture e tecnologie dei tempi moderni.

### Sistema Scrima
Il professor G.G. Merendoni ha creato uno stile di combattimento militare noto come Sistema Scrima (evoluto da un precedente sistema chiamato Sistema SAL) ispirato agli Arditi della prima guerra mondiale e incorporando tecniche dalla scherma storica e dagli stili regionali. Le unità delle truppe alpine inviate in Afghanistan negli ultimi anni sono state addestrate dalla scuola Merendoni.
Savate Genovese
La boxe francese Savate grazie ai marinai francesi è arrivata in Italia nel 1800 , a Genova, e li ha avuto un cambiamento di movimenti, stili e tecnica . Furono Lazzaro Delfino e successivamente Giorgio Messina a rivoluzionare la savate, introducendo tecniche di gambe più dure e pericolose per l'avversario, Genova divenne la culla della boxe francese.